# Adlullia decussata
Adlullia decussata är en fjärilsart som beskrevs av Moore 1877. Adlullia decussata ingår i släktet Adlullia och familjen tofsspinnare. Inga underarter finns listade i Catalogue of Life.